# Аджей, Натаниэль
Натаниэль Аджей (англ. Nathaniel Adjei; род. 21 августа 2002, Теши, Большая Аккра) — ганский футболист, защитник шведского «Хаммарбю», выступающий на правах аренды за клуб «Лорьян».

## Клубная карьера
Является воспитанником ганского «Данборта», в котором занимался с 13 лет. Также выступал за основной состав клуба в первой лиге. В сезоне 2018/19 был назван порталом Scoutsourced одним из пяти лучших молодых игроков.
13 августа 2021 года на правах аренды перешёл в шведский «Хаммарбю Таланг». Дебютировал за клуб в первой шведской лиге 15 сентября в гостевом поединке с «Карлстадом», появившись на поле в стартовом составе. За время аренды принял участие в 22 матчах, в которых получил три жёлтых карточки.
11 июля 2022 года подписал полноценный контракт на четыре года с основной командой «Хаммарбю». 17 сентября дебютировал за клуб в чемпионате Швеции в игре с «Хеккеном». Аджей провёл все 90 минут на поле, в концовке матча срезав мяч в свои ворота.

## Карьера в сборной
Выступал за юношеские сборные Ганы различных возрастов. В сборной до 17 лет исполнял роль вице-капитана. В январе 2019 года в 16-летнем возрасте попал в заявку сборной до 20 лет на юношеский Кубок Африки. На турнире провёл одну встречу на групповом этапе против Мали.
В феврале 2021 года в составе сборной также принимал участие в юношеский Кубке африканских наций. Аджей сыграл все матчи группового этапа. Перед стартом плей-офф получил травму колена и не смог продолжить участие в турнире, в котором его сборная стала победителем, обыграв в финале сверстников из Уганды.

## Клубная статистика
| Выступление      | Выступление      | Выступление      | Лига | Лига | Кубки | Кубки | Конт. кубки | Конт. кубки | Итого | Итого |
| Клуб             | Лига             | Сезон            | Игры | Голы | Игры  | Голы  | Игры        | Голы        | Игры  | Голы  |
| ---------------- | ---------------- | ---------------- | ---- | ---- | ----- | ----- | ----------- | ----------- | ----- | ----- |
| Хаммарбю Таланг  | Дивизион 1       | 2021             | 8    | 0    | 0     | 0     | 0           | 0           | 8     | 0     |
| Хаммарбю Таланг  | Дивизион 1       | 2022             | 14   | 0    | 0     | 0     | 0           | 0           | 14    | 0     |
| Хаммарбю Таланг  | Итого            | Итого            | 22   | 0    | 0     | 0     | 0           | 0           | 22    | 0     |
| Хаммарбю         | Алльсвенскан     | 2022             | 1    | 0    | 1     | 0     | 0           | 0           | 2     | 0     |
| Хаммарбю         | Итого            | Итого            | 1    | 0    | 1     | 0     | 0           | 0           | 2     | 0     |
| Всего за карьеру | Всего за карьеру | Всего за карьеру | 23   | 0    | 1     | 0     | 0           | 0           | 24    | 0     |